# مالدیوین (شرکت هواپیمایی)
مالدیوین (به انگلیسی: Maldivian) یک شرکت هواپیمایی با کد یاتا Q2 است که در ۲۰۰۰ میلادی تأسیس شده‌است. دفتر مرکزی مالدیوین در ماله، مالدیو واقع شده‌است و قطب این شرکت هواپیمایی در فرودگاه بین‌المللی ابراهیم نصیر قرار دارد و به ۲۲ مقصد، پرواز انجام می‌دهد.